# Toxicity
Toxicity е вторият студиен албум на американската метъл група System of a Down, издаден през 2001 година. Това е албумът, с който System осъществяват големият си пробив на музикалнта метъл сцена, а сингълът Chop Suey! се превръща в тотален хит и най-големият комерсиален успех на групата. С подобен успех се увенчават и синглите Toxicity и Aerials. Албумът предизвиква огромен интерес със своята смесица от редица наглед несъвместими стилове като блус, джаз, хевиметъл, пънк и хардрок, всичко това с немалка доза арменски фолклорни мотиви, усещащи се най-явно в парчето Science, а аутрото на финалната песен Aerials е съставено изцяло от арменски фолклорни мелодии, изпълнени с традиционни арменски инструменти. Тематичната насока е с главно протестна, политическа и социална ориентираност, срещат се и забежки с религията, но също така и (макар и рядко) някои обичайни рок теми като наркотици (Needless) и групита (Psycho). Най-силно впечатление в мнозинството песни прави честата смяна на темпото, като бруталните тежки китарни рифове и крясъци рязко преминават в бавни мелодичи пасажи с чисти вокали и хармонии.

## Песни
1. Prison Song – 3:21
2. Needless – 3:13
3. Deer Dance – 2:55
4. Jet Pilot – 2:06
5. X – 1:58
6. Chop Suey! – 3:30
7. Bounce – 1:54
8. Forest – 4:00
9. ATWA – 2:56
10. Science – 2:43
11. Shimmy – 1:51
12. Toxicity – 3:38
13. Psycho -3:45
14. Aerials – 6:11

## Сингли
- Chop Suey! (2001) – съдържа още бонус парчето Johnny, както и live-изпълнения на Sugar и War? от дебютния албум System of a Down.
- Toxicity (2002) – налични са още live-изпълнения на X и Suggestions, песента Marmalade и видеоклипът към Toxicity
- Aerials (2002) – освен едноименната песен съдържа още live-изпълнения на Toxicity, Sugar, P.L.U.C.K., както и концертен видеоклип на Aerials.

## Музиканти
- Серж Танкиан – вокали, кийборд, (продуцент)
- Дарън Малакиан – китари, вокали, (продуцент)
- Шаво Одаджиан – бас китара
- Джон Долмаян барабани, (дизайн, фотографии)
- Рик Рубин – пиано, гост музикант
- Арто Тункбоякиян – беквокали, гост музикант

## Персонал
- Рик Рубин – продуцент
- Грег Колинс – записи
- Дарън Мора – записи
- Дейвид Шифман – записи
- Райън Маккормик – асистент записи
- Джим Шампейн – асистент записи
- Ал Сандерсън – асистент записи
- Анди Уолъс – смесване
- Мартин Аткинс – фотографии
- Глен Фрийдман – фотографии
- Бранди Флауърс – дизайн
- Линдзи Чейс – протукционен координатор
- Марк Ман – кондуктор аранжименти